# Kongres (Filipiny)
Kongres Filipin (fil. Kapulungan ng Pilipinas lub Kongreso ng Pilipinas, ang. Congress of the Philippines) – dwuizbowy parlament Filipin, składający się z Izby Reprezentantów i Senatu. 
Izba Reprezentantów składa się z 240 deputowanych wybieranych na trzyletnią kadencję. Większość mandatów obsadza się z zastosowaniem ordynacji większościowej i jednomandatowych okręgów wyborczych. Odrębne zasady obowiązują jedynie w liczącym 21 mandatów okręgu dla przedstawicieli mniejszości etnicznych, w którym stosowana jest ordynacja proporcjonalna. Senat liczy 24 członków wybieranych na sześcioletnią kadencję, z możliwością jednej reelekcji. Przy okazji każdych wyborów do Izby, odnawiana jest połowa składu Senatu. Wszystkie miejsca w Senacie obsadzane są w wyborach opartych na zasadach ordynacji większościowej, gdzie cały kraj stanowi jeden okręg wyborczy.